# Hiroki Yamada (sciatore)
Hiroki Yamada (Iiyama, 19 maggio 1982) è un ex saltatore con gli sci giapponese.

## Biografia
In Coppa del Mondo esordì il 22 gennaio 2000 a Sapporo (46°) e ottenne l'unico podio il 27 gennaio 2002 nella medesima località (2°).
In carriera prese parte a un'edizione dei Giochi olimpici invernali, Salt Lake City 2002 (33° nel trampolino normale, 5° nella gara a squadre).

## Palmarès

### Coppa del Mondo
- Miglior piazzamento in classifica generale: 24º nel 2002
- 1 podio (a squadre):
  - 1 secondo posto